# Thiville
Thiville é uma comuna francesa na região administrativa do Centro, no departamento Eure-et-Loir. Estende-se por uma área de 26,93 km². Em 2010 a comuna tinha 350 habitantes (densidade: 13 hab./km²).